# Stef et Jim
 (février 2012).
Si vous disposez d'ouvrages ou d'articles de référence ou si vous connaissez des sites web de qualité traitant du thème abordé ici, merci de compléter l'article en donnant les références utiles à sa vérifiabilité et en les liant à la section « Notes et références ».

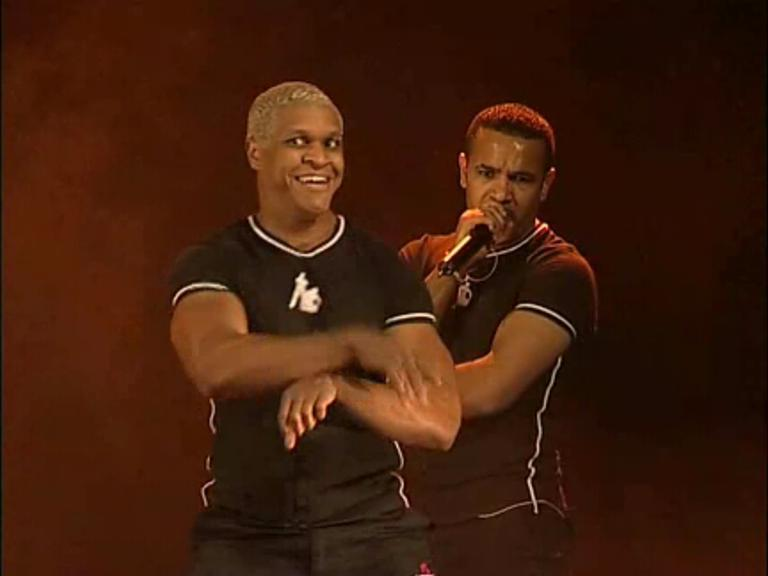
SteF & JiM

SteF & JiM est un duo comique français créé en 1998. Les deux humoristes, membres du duo, Stéphane Anglio (né le 17 octobre 1977 à Albi) et Jimmy  (né le 3 mai 1976 à Castres) sont également auteurs, compositeurs, comédiens et metteurs en scène.

## Histoire du duo SteF&JiM
Stéphane et Jimmy se rencontrent au collège Bitche d'Albi dans le Tarn.
C'est en 1998 que leur premier sketch  « Le Cartoon », incita le duo à en écrire d'autres. Très rapidement, ils commencent à sillonner les salles du sud de la France pour arriver à Toulouse où ils feront les premières parties de Matthieu Chedid ou Dieudonné.
Ils débarquent à Paris sur les scènes du Carré Blanc, du Théâtre de la Main d'Or ou encore à la télévision à La Grosse Émission présentée par un autre duo Kad et Olivier sur la chaîne Comédie !.
En 2001, Stef et Jim rencontrent Anthony Kavanagh et assurent la première partie de la tournée du performer Québécois.
Stef et Jim élaborent le spectacle « SteF et Jim sur scène » sur la scène du cabaret le Hibou fou. Ce spectacle a connu plus de 600 représentations en cinq ans.
Ils ont collaboré à Graines de stars et se voient attribuer le trophée "Coups de cœur" de l'émission les Coups d'humour de TF1 à laquelle ils participent pendant près de deux ans.
En 2007, ils créent le spectacle L'Humour du risque qui se voit décerner le trophée du spectacle de l'année 2007 par le salon des artistes de Bordeaux.
Depuis mars 2007, Stef et JiM se produisent régulièrement au cabaret du Moulin Rouge à Paris.
Ils ont récemment[Quand ?] collaboré avec Kader Aoun au Jamel Comedy Club, le Théâtre de l'humoriste Jamel Debbouze.
2009 : lancement de la bande-annonce des 5 épisodes pilotes de la série TV les B.A. de SteF & JiM et trophée du spectacle comique de l'année 2009 du Salon des artistes de Bordeaux
Depuis, le duo toulousain se produit sur tout le territoire français dans des festivals, cabarets et théâtres tels que le Jamel Comedy Club.
Ils ont récemment célébré la 900e représentation de SteF & JiM.

## Parallèlement au spectacle SteF&JiM
Stéphane Anglio continue ses activités musicales. Ex-membre du groupe Human Box produit par Thierry Ardisson, il est aussi batteur, claviériste, interprète et directeur vocal d’interprètes. Il compose et écrit de nombreux albums pour des artistes (variétés, R&B, rock) de tout horizon, compose des musiques de spectacles tout en continuant son travail sur son album de BeatBox : Mythe box.
Jimmy intensifie sa carrière de comédien au sein de nombreux courts-métrages, rôles dans des Séries TV ou spots commerciaux. Disciple de René Gouzenne qu'il a eu comme mentor au cours de sa formation théâtre à 'La cave poésie' de Toulouse, on l'aperçoit de plus en plus sur le petit écran et dernièrement aux côtés de Michèle Laroque dans La Méthode Claire sur M6. Cet artiste pluridisciplinaire est également chanteur lyrique hautecontre, un album où sa voix lyrique se mélange à de l'électro est en cours de préparation.
Il présente depuis 3 saisons maintenant l'émission Flash Conso sur France3.